# Ommatius villosus
Ommatius villosus là một loài ruồi trong họ Asilidae. Ommatius villosus được Scarbrough miêu tả năm 1985. Loài này phân bố ở vùng Tân nhiệt đới.